# August Knoblauch
August Knoblauch (Francoforte sul Meno, 8 gennaio 1863 – Francoforte sul Meno, 24 agosto 1919) è stato un neurologo tedesco.

## Biografia
Era il nipote del chimico August Kekulé. Studiò medicina e scienze presso le università di Berlino, Bonn, Strasburgo e Heidelberg. Nel 1888 conseguì il dottorato presso l'Università di Heidelberg, dove ha studiò sotto il neurologo Wilhelm Heinrich Erb. Nel 1898 fu nominato capo di infermeria a Francoforte, poi nel 1914 fu nominato direttore della clinica neurologica presso l'Università di Francoforte sul Meno.
Nel 1893 venne nominato primo segretario presso la Senckenbergischen Naturforschenden Gesellschaft di Francoforte, dove successivamente fu direttore secondario (dal 1896) e primo direttore (dal 1899).

## Opere principali
- Ueber Störungen der musikalischen Leistungsfähigkeit infolge von Gehirnläsionen (1888).
- Klinik und Atlas der chronischen Krankheiten des Zentralnervensystems (1909).
- Die Allgemeine chirurgie der gehirnkrankheiten; con Fedor Krause, Korbinian Brodmann e Alfred Hauptmann, (1914).
- Anatomie und Topographie des Gehirns und seiner Häute (1914).[3]